# إلينا جيدكوفا
إلينا جيدكوفا (الروسية: Жидкова, Алина Владимировна) مواليد 18 يناير 1977 في موسكو، الاتحاد السوفيتي، هي لاعبة كرة مضرب روسية سابقة بدأت مسيرتها كمحترفة سنة 1993 وكانت تلعب باليد اليمنى، اعتزلت اللعب في 2010. أعلى تصنيف لها في الفردي كان المركز الـ 51 في سنة 2005.

## روابط خارجية
- إلينا جيدكوفا على موقع رابطة محترفات التنس (الإنجليزية)
- إلينا جيدكوفا على موقع الاتحاد الدولي لكرة المضرب (الإنجليزية)
- إلينا جيدكوفا على موقع خلاصة التنس.كوم (الإنجليزية)
- إلينا جيدكوفا على موقع إي إس بي إن.كوم (الإنجليزية)